# طارق عزیز (بازیکن هاکی روی چمن)
طارق عزیز (انگلیسی: Tariq Aziz؛ زادهٔ ۱ ژانویهٔ ۱۹۳۸) بازیکن هاکی روی چمن اهل پاکستان است.